# Huskerpeton
Huskerpeton is een geslacht van uitgestorven recumbirostrische microsaurische 'amfibieën' uit de onderste Eskridgeformatie uit het Vroeg-Perm (Asselien) van Nebraska, Verenigde Staten. 
De typesoort Huskerpeton englehorni werd in 2013 benoemd door Huttenlocker, Pardo, Small en Anderson. Het geslacht is vernoemd naar het sportteam van de Universiteit van Nebraska, de (Corn)huskers, en verbindt hun naam met een Grieks herpeton, 'kruipend dier'. De soortaanduiding eert James Englehorn, welke het fossiel nauwkeurig prepareerde.
Het holotype USNM 32144 is bij de Mayer Farm gevonden in Richardson County. Het bestaat uit een schedel met onderkaken en de eerste twee halswervels, dus de atlas en de draaier.